# Ndoc Naraçi
Ndoc Naraçi (ur. 1899 w Szkodrze, zm. 1987 tamże) – albański inżynier, minister gospodarki narodowej oraz minister edukacji w 1943 roku.

## Życiorys
Ukończył naukę w kolegium jezuickim w Szkodrze. W 1916 roku wyjechał do Wiednia, gdzie mieszkał przez prawie dziesięć lat. W 1926 roku ukończył studia elektrotechniczne na Politechnice Wiedeńskiej. Podczas pobytu w Austrii poślubiła kobietę pochodzenia żydowskiego Evelinę.
W latach 1927–1929 pracował jako inżynier-specjalista w albańskim Ministerstwie Robót Publicznych.
W latach 1933–1944 z przerwami był dyrektorem Poczty Telegraficznej. Podczas przerw był ministrem robót publicznych od 21 października 1935 do 7 listopada 1936.
Od 18 stycznia do 11 lutego 1943 był jednocześnie ministrem gospodarki narodowej i ministrem edukacji.
16 listopada 1944 roku został skazany na 30 lat więzienia, ponieważ partyzanci komunistyczni uważali go za wroga ludu; karę odbywał w obozie pracy, gdzie pracował przy osuszaniu bagien. 14 lipca 1958 roku został zwolniony z odbywania kary, pracował następnie jako rolnik.
W 1975 roku przeszedł na emeryturę i wrócił do Szkodry, gdzie mieszkał już do śmierci.

## Życie prywatne
Podczas pobytu w Austrii poślubił Żydówkę o imieniu Eveline.